# Marco Feliciano

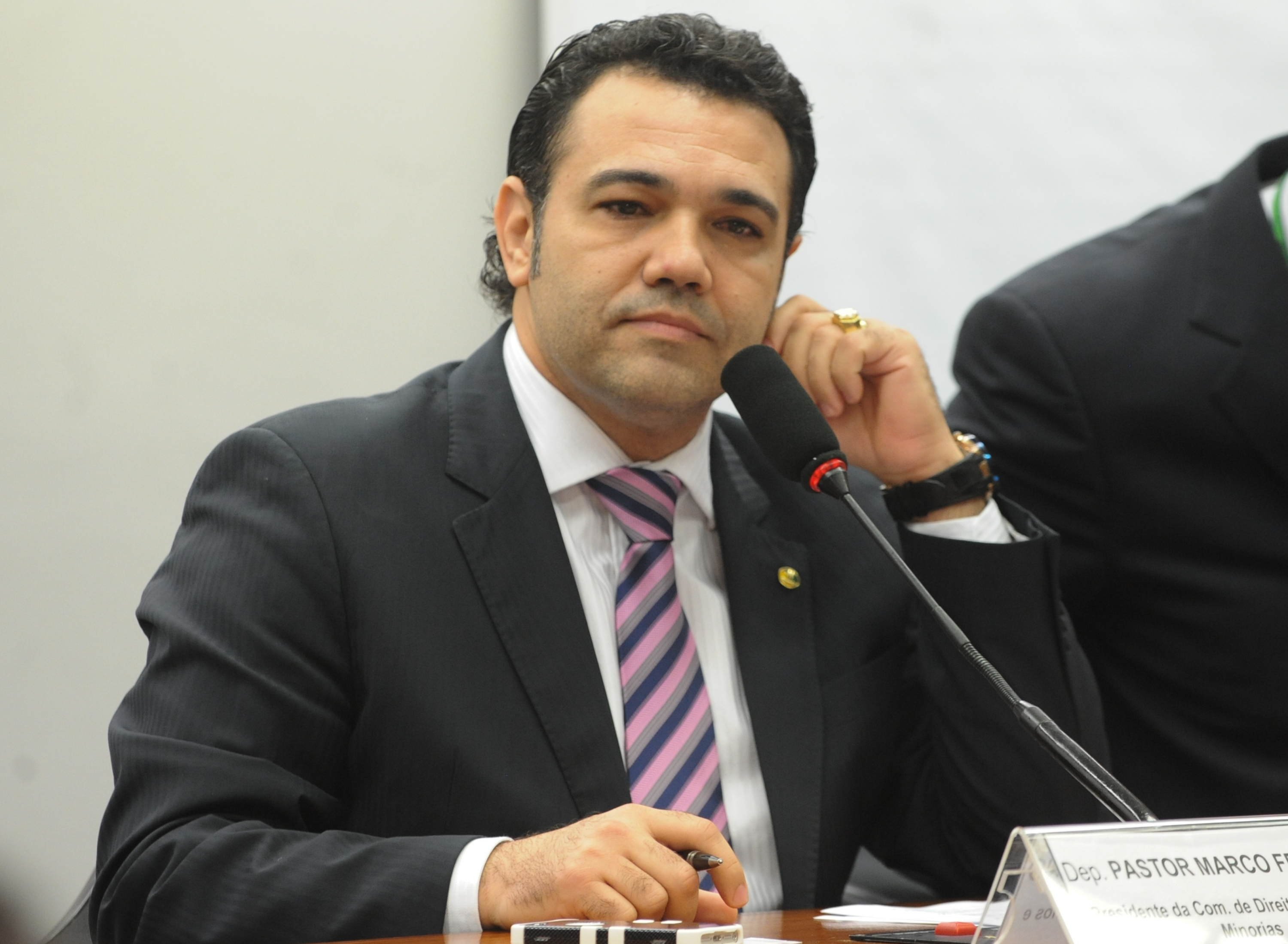
Marco Feliciano (2013)

Marco Feliciano (* 12. Oktober 1972 in Orlândia, Bundesstaat São Paulo) ist ein brasilianischer evangelikaler Pastor, Autor, Filmproduzent, Politiker und Interessenvertreter der brasilianischen evangelikalen Christen.

## Leben
Marco Feliciano hat an der „Faculdade Educação Teológica Logos (FAETEL)“ in São Paulo und an der „Faculdade de Teologia de Boa Vista (Fatebov)“ Theologie studiert und wurde 2005 in Pompano Beach, USA zum „Doctor of Divinity“ promoviert. Er ist Pastor in der größten Pfingstkirche Brasiliens, der Assembleia de Deus (Assembly of God), die in Brasilien über acht Millionen Gläubige zählt.
Bei den Wahlen in Brasilien 2010 wurde er für die Sozial-Christliche Partei (PSC), die siebzehn Sitze erzielte, in die Abgeordnetenkammer (Câmara dos Deputados) des Congresso Nacional gewählt und war ab dem 1. Februar 2011 Abgeordneter. Im Parlament bilden die evangelikalen Abgeordneten eine überparteiliche Interessengemeinschaft mit 77 von 513 Abgeordneten. Da die Regierung unter der Präsidentin Dilma Rousseff eine Unterstützung durch die Evangelikalen suchte, wurde im Gegenzug Feliciano im März 2013 zum Vorsitzenden des „Parlamentsausschusses für Menschenrechtsfragen und Minderheiten“ gewählt. Seit 2018 war er Abgeordneter der Protestpartei Podemos, wurde aber am 9. Dezember 2019 aus dieser Partei ausgeschlossen. 2021 trat er in den Partido Liberal ein.
Seine Wahl zum Ausschussvorsitzenden fand große öffentliche Beachtung und wurde von Protesten begleitet. Der Ausschuss empfahl unter seiner Leitung ein Gesetzesprojekt, durch das es Psychologen und Psychiatern erlaubt werden sollte, Homosexualität als Krankheit zu behandeln. Nach Protesten wurde das Vorhaben zurückgezogen.
Feliciano ist zudem ein strikter Gegner der Abtreibung.
Im März 2021 knüpfte Feliciano Kontakte zu dem AfD-Politiker Waldemar Herdt und dessen fundamentalistischem Netzwerk „Interparlamentarische Menschenrechtskommission“ (IPMK), welches in Parlamenten weltweit die anti-LGBTI-Ansichten radikaler Freikirchen aus dem Umfeld der Pfingstbewegung verbreitet.

## Kontroversen
Feliciano hat geäußert, dass die Afrikaner Opfer eines Fluchs aus Noahs Zeiten seien, was ihm den Vorwurf des Rassismus eintrug.
In einem Video einer von ihm geführten Predigt, welches Feliciano im April 2013 auf der Internetseite YouTube postete, behauptete er, dass Katholiken den Teufel anbeten würden, und dass die Gewohnheit, Kruzifixe aufzuhängen, eine Götzenanbetung und Prostitution von Jesus und anderer biblischer Gestalten sei. Katholizismus fördere zudem Homosexualität: „Mein Jesus war nicht als homosexuelle Halskette gedacht“.
Feliciano wurde von einer 22-jährigen beschuldigt, sie sexuell belästigt zu haben. Nachdem sie ein Angebot einer Stelle mit einem Gehalt von 15.000 Reais gegen sexuelle Gefälligkeiten abgelehnt habe, sei Feliciano handgreiflich geworden. Anschließend habe er ihr Schweigegeld angeboten. „Er hat mir einen Sack Geld angeboten, aber ich habe es abgelehnt.“

## Schriften (Auswahl)
- Ouse Sonhar. Thomas Nelson, ISBN 978-85-7860030-3
- Assassinos de Profetas. ISBN 978-85-9883203-6
- O Sonho de José
- Dias Maus
- Resgatando o Avivamento
- O sonho do Homem e o Projeto de Deus
- Vinho do Inferno
- Depois do Arrebatamento
- Fim do Cativeiro